# Ratpenat frugívor de Palawan
El ratpenat frugívor de Palawan (Ptenochirus minor) és una espècie de ratpenat de la família dels pteropòdids. És endèmic de les Filipines. El seu hàbitat són els boscos de plana, de l'estatge montà i secundaris. Aquesta espècie és afectada per la desforestació, tot i que no està en perill d'extinció.